# Allaines-Mervilliers
Allaines-Mervilliers is een voormalige gemeente in het het arrondissement Chartres in het Franse departement Eure-et-Loir in de regio Centre-Val de Loire en telt 274 inwoners (1999).

## Geschiedenis
De gemeente is in 1972 gevormd door de fusie van de gemeenten Allaines en Mervilliers en omvatte daarnaast de plaatsen Outrouville en Villermon. Op 1 januari 2019 fuseerde Allaines-Mervillier met Janville en Le Puiset tot de commune nouvelle Janville-en-Beauce.

## Geografie
De oppervlakte van Allaines-Mervilliers bedraagt 21,7 km², de bevolkingsdichtheid is 12,6 inwoners per km².
De onderstaande kaart toont de ligging van Allaines-Mervilliers met de belangrijkste infrastructuur en aangrenzende gemeenten.

## Demografie
Onderstaande figuur toont het verloop van het inwonertal (bron: INSEE-tellingen).

1. ↑  Populations légales 2018.